# Juan Alberto Puiggari

Erzbischofswappen von Juan Alberto Puiggari

Juan Alberto Puiggari (* 21. November 1949 in Buenos Aires) ist emeritierter Erzbischof von Paraná.

## Leben
Juan Alberto Puiggari empfing am 13. November 1976 die Priesterweihe.
Papst Johannes Paul II. ernannte ihn am 20. Februar 1998 zum Titularbischof von Turuzi und zum Weihbischof in Paraná. Die Bischofsweihe spendete ihm der Erzbischof von Paraná, Estanislao Esteban Karlic, am 8. Mai desselben Jahres; Mitkonsekratoren waren Mario Antonio Cargnello, Bischof von Orán, und Luis Guillermo Eichhorn, Bischof von Gualeguaychú.
Am 7. Juni 2003 wurde er von Johannes Paul II. zum Bischof von Mar del Plata ernannt. Die feierliche Amtseinführung (Inthronisation) fand am 10. August desselben Jahres statt. Papst Benedikt XVI. ernannte ihn am 4. November 2010 zum Erzbischof von Paraná. Die feierliche Amtseinführung war am 7. März 2011. 
Am 28. Mai 2025 nahm Papst Leo XIV. sein aus Altersgründen vorgebrachtes Rücktrittsgesuch an.